# Колебательное смещение
Колебательное смещение (particle displacement) — векторная физическая величина, смещение частицы (бесконечно малой части среды) по отношению к среде в целом (положению равновесия частицы), обусловленное прохождением упругой волны. Направление колебательного смещения может совпадать или не совпадать с направлением распространения волны.